# بيتر بوتشر
بيتر بوتشر (بالألمانية: Peter Bucher)‏ هو  لاعب كرة يد ألماني، ولد في 3 أبريل 1947، وتوفي في 3 مايو 2019.

## وصلات خارجية
- بيتر بوتشر على موقع أوليمبيديا (الإنجليزية)